# Кимоно
Кимоно́ (яп. 着物, кимоно, «одежда»; яп. 和服, вафуку, «национальная одежда») — традиционная одежда в Японии. С середины XIX века считается японским «национальным костюмом». Также кимоно является рабочей одеждой гейш и майко (будущая гейша).
С кимоно связан японский праздник «Сити-Го-Сан».

## История
В современном японском языке существует три слова для обозначения японской традиционной одежды:
1. кимоно (着物) — наряд[1]
2. вафуку (和服) — японская одежда
3. гофуку (呉服) — «китайская» одежда[2]

Самым старым из них является первый вариант. К началу вестернизации Японии в середине XIX века им обозначали любую одежду. Ещё в XVI веке португальские миссионеры-иезуиты сообщали в отчетах в Европу, что японцы называют одежду словом кимоно (kimono). Это название перекочевало в большинство иностранных языков, в том числе и в русский. Хотя в досовременной Японии «кимоно» было аналогом универсального понятия «одежда», в Европе и Америке оно стало ассоциироваться именно с японским нарядом.
В конце XIX века в Японии увеличилось количество тех, кто принялся носить одежду западного стиля. Отличие западного и японского костюма вынуждало японцев выделить последний из общего понятия «кимоно». Возник неологизм для обозначения традиционной одежды — «вафуку» До конца Второй мировой войны это слово стало основным для определения японского наряда. Однако в послевоенные времена, под воздействием американского «понимания» японской действительности, универсальный термин «кимоно» начали применять как один из синонимов «вафуку».
Соответственно, в современном японском языке «кимоно» получило два значения. В широком понимании — это общий термин для обозначения любой одежды, а в узком — разновидность вафуку.
Археологические находки на японском архипелаге подтверждают тезис, что древнейшие японцы носили простую конопляную одежду в конце эпохи Дзёмон. В начале 1 тысячелетия до н. э., под воздействием континентальной моды, в Японию попал костюм корейско-маньчжурского типа.
Самые ранние кимоно, появившиеся около пятого века нашей эры, были очень похожи на ханьфу — традиционную китайскую одежду. В восьмом веке китайская мода сделала накладной ворот частью современной женской одежды. В эру Хэйан (794—1192) кимоно стало очень стилизованным, хотя многие всё ещё носили шлейф мо поверх него. В эпоху Муромати (1392—1573), косодэ — кимоно, ранее считавшееся нижним бельём, стало носиться без штанов хакама поверх него, поэтому у косодэ появился пояс — оби. В период Эдо (1603—1867) рукава росли в длину, становясь особенно вытянутыми у незамужних женщин. Оби стал более широким, появились различные способы завязывания пояса. С этого времени форма кимоно оставалась почти неизменной.
Революцию в японской одежде повлекли вестернизационные реформы периода Мэйдзи второй половины XIX века. Европейская мода начала вытеснять японский традиционный костюм. Этот процесс был постепенным и поверхностным до 1945 года, касаясь лишь руководящих прослоек общества. Однако демократизация и «американизация» образа жизни простых японцев привела к тому, что японское кимоно было вытеснено из повседневной жизни.
Сегодня японский традиционный костюм используется в основном лишь во время праздников и официальных мероприятий.

### Запа́х
Как женское, так и мужское кимоно надевают с запахом направо.
На похоронах тело одевают в кимоно с запахом налево, говорят: «Мир после смерти противоположен нашему миру».

## Особенности кимоно
Кимоно напоминает собой Т-образный халат. Его длина может варьироваться. Одежда закрепляется на теле поясом оби (帯), который расположен на талии. Вместо европейских пуговиц используют ремешки и бечёвки. Характерной чертой кимоно являются рукава содэ (袖), которые обычно намного шире толщины руки. Они имеют мешкообразную форму. Рукавное отверстие всегда меньше высоты самого рукава. Поскольку японский традиционный наряд подобен халату, в нём нет открытого воротника вроде европейских костюмов. В целом он удобен и не сковывает движений человека.
Ткани, из которых изготовляется кимоно, как правило, неэластичны. Для пояса используют сукно. Выкройки для одежды обычно прямоугольные и отличаются от европейских аналогов, имеющих сложные закруглённые формы. Благодаря этому достигается экономия и практически полная утилизация материи. Её прямоугольные остатки могут быть повторно использованы в хозяйстве.
Для пошива кимоно используются преимущественно мягкие нити, которые уменьшают риск перетягивания ткани. Однако такое бережное отношение к материи, которая была дефицитом в традиционной Японии, негативно отражается на сохранении конструкции одежды. В случае её нарушения кимоно можно перешить заново из той же ткани.

### Кимоно и японская эстетика
В отличие от традиционной европейской одежды, которая подчёркивает конструкцию тела человека, кимоно выделяет лишь плечи и талию носителя, скрывая недостатки его фигуры. Западная одежда акцентирует внимание на рельефе, а японская — на равномерности и плоскости. Это связано с традиционным представлением японцев об идеальной конституции — «чем меньше выпуклостей и неровностей, тем красивее».
Например, в Европе женские корсеты использовались для сужения талии, а чтобы выглядеть красивой в кимоно, «идеальной фигуры» было недостаточно. «Идеальное лицо» и макияж считались неотъемлемой частью антуража. В позднем Средневековье установился эталон «японской красавицы». Лицо должно было быть плоским, а его овал — удлинённым. Красивыми считались раскосые глаза с узкими и высокими бровями. Рот должен был быть маленьким и походить на небольшой красный цветок. Из малопрофилированного лица относительно сильно выступал лишь нос. Кожа женщины должна была быть белой как снег, потому японки издавна белили лицо и другие выступающие из-под кимоно части тела. Такой идеал красавицы удачно отображен на японских гравюрах XVII—XIX веков.

## Производство
Мужские кимоно бывают разных размеров, а женские, в основном, одного и того же размера, подгоняются с помощью складок. У идеально выбранного кимоно рукава оканчиваются у кисти. Мужское кимоно должно ниспадать до локтя, не образуя складок. Женское кимоно длиннее, чтобы можно было сделать охасиори (яп. おはし折), особую складку, которая выглядывает из-под оби. Очень высокие или полные люди, такие как борцы сумо, заказывают себе кимоно, хотя обычно в готовом изделии остаётся целый отрез ткани, с помощью которого можно легко перешить его почти на любую фигуру.
Кимоно делается из цельного куска ткани. Отрез ткани обычно около сорока сантиметров в ширину и одиннадцать с половиной метров в длину. Этого достаточно, чтобы пошить одно кимоно на взрослого человека. Готовое кимоно содержит четыре полосы ткани: две из них покрывают тело, а из оставшихся формируют рукава, кроме этого, используют дополнительные полосочки для ворота и тому подобного. В прошлом кимоно часто распарывали перед стиркой и сшивали вручную после неё.
Традиционное кимоно делают вручную, причём ткань также зачастую сделана и расписана руками. Повторяющиеся рисунки наносят в таком случае с помощью трафарета. За долгие годы сменилось множество тенденций в стиле кимоно и аксессуаров, типе и цвете ткани.
Кимоно и оби традиционно делают из шёлка, креп-шёлка, сатина, современные кимоно изготовляют из более дешёвого и практичного материала, креп-сатина, хлопка, полиэстера и других синтетических нитей. Шёлк всё же считается идеальным материалом для формальной обстановки.
Обычно тканые узоры или мелкие рисунки носят в неформальных ситуациях, у кимоно для официальных ситуаций авторский рисунок идёт по подолу или по всей поверхности. В период Хэйан под кимоно носили до десяти контрастирующих друг с другом слоёв одежды, причём каждая комбинация цветов была строго определена. Сегодня под кимоно чаще всего носят ещё одно, тонкое. По узору можно определить сезон его носки, например, рисунок с бабочками или вишнёвым цветом будет носиться весной, водные рисунки обычны для лета, листья японского клёна — популярный осенний мотив, а для зимы подходит расцветка с соснами и бамбуком.
Старые кимоно утилизируют разными способами, из них делают хаори и кимоно для детей, ремонтируют похожие кимоно, из них делают сумки или аксессуары. Кимоно с повреждённым низом носят под хакама, чтобы спрятать низ. Опытные текстильщики раньше удаляли нити из кимоно и использовали их снова в тканях.

## Структура кимоно
| Названия частей кимоно | 1. Накладной воротник 2. Основной воротник 3. Правая передняя нательная часть (яп. 右の前身頃 миги но маэмигоро) 4. Левая передняя нательная часть (яп. 左の前身頃 хидари но маэмигоро) 5. Левая задняя нательная часть (яп. 左の後身頃 хидари но атомигоро) 6. Правая задняя нательная часть (яп. 右の後身頃 миги но атомигоро) 7. Рукав (яп. 袖 содэ) 8. Нижняя часть рукава (яп. 袂 тамото) 9. Левая вставка (яп. 左の衽 хидари но окуми) 10. Правая вставка (яп. 右の衽 миги но окуми) 11. «Остриё меча» (яп. 剣先 кэнсаки) |

### Составные части основы кимоно
- Нательная часть (яп. 身頃 мигоро) — основная часть кимоно, которая укрывает самые крупные участки тела. Она делится на правую переднюю (右の前身頃) и левую переднюю (左の前身頃), а также правую заднюю (右の後身頃) и левую заднюю (右の後身頃) части. По современным правилам кроя, левая и правая части кимоно изготавливаются из двух отдельных отрезков материи. Передняя и задняя части левой соединены в районе плеча. То же самое действительно для правой части.
  - Передняя нательная часть (яп. 前身頃 маэмигоро) — передняя часть кимоно без рукавов, покрывает грудь. Делится на левую и правую части;
  - Задняя нательная часть (яп. 後身頃 атомигоро) — задняя часть кимоно без рукавов, покрывает спину. Делится на левую и правую части. Изготавливается из одного или двух отрезков материи.
- Края (яп. 衽 окуми; может записываться знаком 袵) — тонкие и длинные отрезки ткани, которые пришиваются вдоль передней нательной части от воротника вверху до пола одежды снизу. Делится на левую и правую части;
- Верхняя сторона (яп. 上前 увамаэ) — левая передняя часть кимоно без рукавов, которой обозначают левую переднюю нательную часть, левый край, а также левую часть воротника. У всех людей, кроме умерших, кимоно запахивают направо, поэтому левая часть наряда находится снаружи. Именно поэтому левый край и левую переднюю нательную часть называют «верхней», то есть внешней.
- Нижняя сторона (яп. 下前 ситамаэ) — правая передняя часть кимоно без рукавов, которой обозначают правую переднюю нательную часть, правый край, а также правую часть воротника. Как правило, кимоно запахивают направо, поэтому правая часть наряда находится под левой и, соответственно, ближе к телу. Именно поэтому правый край и правую переднюю нательную часть называют «нижней», то есть внутренней.

### Составные части рукава
- Рукава (яп. 袖 содэ) — части кимоно, которые покрывают обе руки. Как правило, имеют мешкообразную форму.

|  | 1. Рукавное отверстие (яп. 袖口 содэгути) 2. Рукавный вырез (яп. 袖刳) 3. Нательное отверстие (яп. 身八つ口 мияцукути) 4. «Подмышечное» отверстие (яп. 振八つ口 фурияцукути) 5. Нательное отверстие «мияцукути» отсутствует (мужское кимоно) 6. «Подмышечное» отверстие «фурияцукути» отсутствует (мужское кимоно) |

Считается, что в одетом женском кимоно существует «восемь отверстий», так называемые «яцукути». Это открытое пространство в районе шеи и ног, и соответствующие парные (правые и левые) проймы рукавов, дыр мияцукути и фурияцукути. В мужском кимоно отверстия мияцукути и фурияцукути отсутствуют.
- Рукавные отверстия
  - Рукавное отверстие (яп. 袖口 содэгути, отверстие в рукаве в районе запястья);
  - Рукавный отрез (яп. 袖刳り содэкури, отверстие в нательной части кимоно, к которому пришивается рукав);
  - «Подмышечное» отверстие (яп. 振り八つ口 фурияцукути, отверстие рукава, в части, близкой к подмышке). Иногда называется «фурикути» (振り口). Присутствует только в женских костюмах; (2)
  - Нательное отверстие (яп. 身八つ口 мияцугути, отверстие на нательной части в районе подмышки). Присутствует только в женских костюмах. (1)
- Рукавный шлейф (яп. 袂 тамото, свисающая часть рукава).

### Основные точки для замеров
| 1 — катаяма, 2 — вакисэн. | 1. Плечевой сгиб (яп. 肩山 катаяма) 2. «Остриё меча» (яп. 剣先 кэнсаки) 3. Кромка (яп. 裾 сусо) 4. Центр спины (яп. 背中心 сэ тю:син) 5. Передние концы (яп. 褄先 цумасаки) 6. Тупик нательного отверстия (яп. 身八つ口どまり мияцугути домару) 7. Боковая линия (яп. 脇線 вакисэн) 8. Окумисагари (яп. 衽下り окумисагари) 9. Ширина плеч (яп. 肩幅 катахаба) 10. Длина кимоно (яп. 着丈 китакэ) 11. Рукавное отверстие (яп. 袖口 содэгути) 12. Высота рукава (яп. 袖丈 содэтакэ) 13. Рукавная пройма (яп. 袖付 содэцукэ) 14. Ширина рукава (яп. 袖幅 содэхаба) 15. Ширина перехвата (яп. 抱幅 дакихаба) 16. Длина без воротника (яп. 身丈 митакэ) 17. Длина плеча и рукава (яп. 裄丈 юкитакэ) |

- Плечевой сгиб (яп. 肩山 катаяма) — изгиб на одежде в районе плеча, который образуется при распластывании кимоно.
- «Остриё меча» (яп. 剣先 кэнсаки) — высшая точка краев окуми, в которой сходятся воротник и передняя часть кимоно.
- Кромка (яп. 裾 сусо) — 1) ближайший к земле край (точки) нательной части кимоно, 2) ближайший к земле край шлейфа рукава.
- Центр спины (яп. 背中心 сэтю:син) — вертикальная линия или шов на задней нательной части кимоно, который проходит по спине. Иногда называется сэну (яп. 背縫, «спинной шов»).
- Передние концы (яп. 褄先 цумасаки) — угол, образуемый краями окуми и кромкой сусо
- Тупик нательного отверстия (яп. 身八つ口どまり мияцугути домари) — самая низкая точка отверстия мияцугути.
- Боковая линия (яп. 脇線 вакисэн) — вертикальная линия или шов от подмышки до кромки сусо.

### Основные мерки и длины
- Окумисагари (яп. 衽下り окумисагари) — длина от точки, в которой сходится воротник и плечевой сгиб, к точке «меча». Обычно составляет 19 — 23 см.
- Ширина плеч — длина от центра спины к границе задней нательной части и рукава. Обычно составляет 30 — 32 см.
- Длина кимоно (яп. 着丈 китакэ) — общая высота кимоно от воротника до кромки сусо.
- Курикоси (яп. 繰越 курикоси) — длина от центральной точки плечевого сгиба до задней точки воротника. В случае женского кимоно, последний отодвигается несколько назад, обнажая шею.
- Рукавное отверстие (яп. 袖口 содэкути) — длина рукавного отверстия в районе запястья. Как правило, составляет 20 — 23 см.
- Высота рукава (яп. 袖丈 содэтаке) — общая высота рукава от плечевого сгиба до кромки рукава. Обычно вдвое больше длины рукавного отверстия. В мужских кимоно эта высота составляет 49 — 51 см.
- Рукавная пройма (яп. 袖付 содэцукэ) — длина рукавной вырезки, места, где пришивается рукав к нательной части кимоно. Делится на переднюю и заднюю длину согласно разделу нательной части на переднюю и заднюю. Обычно размеры рукавной проймы меньше по размерам высоты рукава. В женском кимоно эта длина составляет около 23 см, а в случае ношения высокого пояса бывает ещё меньше. У мужчин — около 40 см.
- Ширина рукава (яп. 袖幅 содэхаба) — длина между точками пришивания рукава к нательной части и рукавным отверстием. В среднем составляет 35 см. В западной традиции называется «длиной рукава».
- Ширина перехвата (яп. 抱幅 дакихаба) — ширина передней нательной части кимоно без учёта ширины краев окумии воротника. В мужской одежде достигает 40 см, в женской — до 30 см.
- Высота без воротника (яп. 身丈 митаки) — высота кимоно от плечевого сгиба до кромки сусо. В случае женского костюма соответствует росту человека, поскольку в районе талии формируется складка «охасиори», которая удерживается поясом.
- Длина плеча и рукава (яп. 裄丈 юкитакэ) — расстояние от воротника до рукавного отверстия. Включает в себя ширину плеча и ширину рукава.

### Пошив кимоно
Кимоно изготавливается из материи, скатанной в свиток. Его ширина обычно составляет от 36 до 72 см, в зависимости от типа одежды, а длина — от 4 до 26 м. Для одного женского кимоно используется свиток шириной в 36 см и длиной в 12 м. На одно кимоно расходуется около 9—12 м ткани. При пошиве применяются мягкие нити.
| Свиток.                 | .                                                                       |
| Свиток ткани для кимоно | Методы резки ткани - m — Длина кимоно без воротника - s — Высота рукава |

| Комбинирование.                                                                       | 1. Правый рукав 2. Левый рукав 3. Правая нательная часть 4. Левая нательная часть 5. Правый край «окуми» 6. Левый край «окуми» 7. Накладной воротник 8. Основной воротник |
| Схема объединения частей кимоно （Номер частей соответствует номерам в схеме покроя） | |

## Стоимость
Оригинальное кимоно стоит весьма недёшево. Женское кимоно может быть дороже 300 000 рублей, а полный комплект вместе с нижним кимоно, оби, таби, обувью и аксессуарами может стоить дороже 600 000 рублей. Один оби может стоить больше тридцати тысяч. Однако большая часть кимоно, содержащихся у любителей или людей, практикующих традиционные искусства, стоят гораздо дешевле. Люди, занятые в индустрии развлечений, носят стандартные кимоно, сделанные не индивидуально, или подержанные кимоно.
Удешевить кимоно может и материал. Вручную разрисованный шёлк часто заменяют на фабричную печать и более простые ткани. Также в Японии развит бизнес перепродажи подержанных кимоно, которые могут стоить около 500 иен или около 363 рублей. Таким образом, оби становится наиболее дорогим предметом гардероба, потому что для их производства требуется опытный текстильщик. Незатейливые образцы стоят около 1500 иен (около 1000 рублей). Мужские оби, даже шёлковые, стоят намного дешевле из-за меньших размеров и меньшей декоративности.
Сегодня в Японии распространены клубы любителей кимоно, где люди учатся выбирать и носить его.

## Стили
Кимоно может быть как очень официальным, так и повседневным. Уровень формальности женского кимоно определяется расцветкой. У молодых девушек длинные рукава, говорящие о том, что они не замужем, и более обильно декорированные, чем похожие кимоно замужних женщин. У мужских кимоно только одна базовая форма и обычно более тёмные тона. Формализованность кимоно определяется типом и количеством аксессуаров, тканью, количеством фамильных гербов. Самое официальное кимоно имеет пять гербов. Шёлк наиболее предпочтителен, хлопчатобумажные и полиэстеровые кимоно считаются более повседневными.

## Женские кимоно
Многие современные японки утратили навык надевать кимоно самостоятельно: традиционное кимоно содержит двенадцать или более отдельных частей, так что в случае необходимости нередко обращаются к специалистам в этой области — отокоси (яп. 男衆, мужчина-слуга) и онагоси (яп. 女子衆, женщина-слуга) или оннасю (яп. 女衆 оннасю:, женщина-слуга). Гейши тоже одеваются с помощью таких профессионалов. Одевал обычно вызывают на дом лишь для особых случаев, поэтому они работают при парикмахерских.
Выбор верного кимоно сложен из-за необходимости учитывать символизм традиционного костюма и социальные посылы, такие как возраст, семейное положение и уровень официальности мероприятия.
- Фурисодэ (яп. 振袖): слово фурисодэ буквально переводится как «развевающиеся рукава»: они у фурисодэ примерно метр длиной. Это самое официальное кимоно для незамужней женщины, его носят подруги невесты на свадьбе и майко.
- Хомонги (яп. 訪問着 хо:монги): переводится как одежда для приёмов. На нём рисунок присутствует вдоль плеч и рукавов, хомонги немного более высокого стиля, чем похожее цукэсагэ. Носят его как замужние, так и незамужние женщины.
- Цукэсагэ (яп. 付け下げ): орнаменты более скромны, чем у хомонги. Основная их часть покрывает пространство ниже талии.
- Томэсодэ (яп. 黒留袖): самое официальное кимоно замужней женщины с рисунком только на подоле. Имеет две разновидности:

Куротомэсодэ (яп. 黒留袖): чёрное кимоно. Это самое официальное кимоно для замужней женщины. Оно также часто используется на свадьбах — в него одеты матери жениха и невесты. У курутомэсодэ на рукавах, груди и спине часто имеется пять гербов камон.
Иротомэсодэ (яп. 色留袖): одноцветное кимоно, разрисованное ниже талии. Этот тип кимоно немного менее официальный, чем куротомэсодэ. На иротомэсодэ может быть три или пять камон.
- Иромудзи (яп. 色無地): его носят женщины на чайных церемониях. Иногда на иромудзи присутствует жаккардовый рисунок ринцу, но ткань всегда одноцветная.
- Комон (кимоно) (яп. 小紋): «мелкий рисунок». У комон мелкий рисунок, поэтому их можно носить как гуляя по городу, так и в ресторане, но уже с более формальным оби.

- - Эдо комон (яп. 江戸小紋): кимоно в горох. В эру Эдо его носили самураи. Сегодня оно может использоваться аналогично хомонги, если на нём есть гербы камон.
- Мофуку (яп. 喪服 мофуку): одежда для похорон. Полностью чёрное кимоно, в которое одеваются родные и близкие умершего. Остальные присутствующие одеваются в цветные иромудзи с чёрными аксессуарами, чтобы показать, что они в трауре, но не очень близки к покойному.
- Хикидзури (яп. 引き摺り) и сусохики (яп. 裾引き). Сусохики обычно носят гейши или исполнители традиционных японских танцев. Сусохики длиннее обычного кимоно, за счёт длинного шлейфа. Сусохики буквально означает «держать подол». Обычное женское кимоно имеет длину 1,5—1,6 метра, а сусохики может быть длиной до 2 метров. Гейши и ученицы гейш поднимают подол кимоно также и для того, чтобы показать разноцветный нагадзюбан (см. ниже)[5].

### Части женского кимоно
1. Доура — верхняя внутренняя часть.
2. Эри — воротник.
3. Фуки — подшитый низ.
4. Фури — рукав выше локтя.
5. Маимигоро — передняя полка.
6. Мияцукути — отверстие под рукавом.
7. Окуми — внутренняя передняя часть.
8. Содэ — рукав.
9. Содэгути — отверстие в рукаве.
10. Содэцукэ — рукав.
11. Сусомаваси — нижняя внутренняя часть.
12. Тамото — карман в рукаве.
13. Томоэри — внешний воротник.
14. Ураэри — внутренний воротник.
15. Усиромигоро — спинка.

## Мужские кимоно
В отличие от женских кимоно, мужские гораздо проще, они состоят обычно из пяти частей (не включая обувь). У мужских кимоно рукава втачаны (пришиты) в боковой шов так, чтобы свободными оставались не более чем десять сантиметров рукава; у женских кимоно их глубокие рукава почти никогда не пришиты таким образом. Мужские рукава короче женских ещё и для того, чтобы не мешать оби. У женских кимоно рукава не касаются оби именно из-за своей длины.
Сейчас главное отличие между женским и мужским кимоно заключается в расцветке ткани. Типичными считаются чёрный, тёмные синий, зелёный и коричневый. Ткани обычно матовые. Набивной или обычный рисунок, светлые цвета используются в более будничных кимоно. Борцы сумо часто носят кимоно цвета фуксии (бордово-фиолетовый).
Наиболее формальны чёрные кимоно с пятью гербами на плечах, груди и спине. Немного менее формально кимоно с тремя гербами, под него часто надевают белое нижнее кимоно.
Почти любое кимоно можно сделать более формальным, надев его с хакама и хаори (см. ниже)

## Кимоно и аксессуары
- Нагадзюбан (яп. 長襦袢) — (или просто дзюбан, 襦袢) — нижняя рубаха, похожая на кимоно, которую носят как мужчины, так и женщины для того, чтобы верхнее шёлковое кимоно, тяжёлое в чистке, не касалось кожи носящего. Из-под кимоно выглядывает лишь край ворота нагадзюбана. У многих дзюбанов сменные воротники для того, чтобы их можно было носить в соответствии с цветом верхнего кимоно и чтобы стирать только воротник, а не всё сразу. Наиболее формальные нагадзюбаны белого цвета, на них часто имеется мелкий рисунок, схожий с рисунком на внешнем кимоно. Хотя у мужских кимоно очень ограничена расцветка, дзюбан может быть очень неординарным как по цвету так и по стилю.
- Хададзюбан (яп. 肌襦袢) — тонкое бельё вроде майки. Носится под нагадзюбаном женщинами.
- Сасоёке (яп. 裾除け) — тонкие панталоны, которые женщины носят под нагадзюбаном. Иногда сасоёки и хададзюбан соединяют вместе.
- Гэта (яп. 下駄) — деревянные сандалии, которые носят как мужчины, так и женщины, обычно вместе с юката. Есть особый вид гэта, который носят только гейши.
- Хакама (яп. 袴) — юбка или шаровары, сделанные из разделённых или сшитых очень широких штанин, традиционно носимая мужчинами (а с недавних пор и женщинами) в неформальной обстановке, синтоистскими жрецами, а также в качестве формы в некоторых боевых искусствах, например, айкидо, кендо, нагинатадзюцу. Традиционно раздельные хакама в виде шаровар носятся мужчинами, тогда как женские хакама ближе к юбке. У хакама есть длинные складки, косиита (жёсткая задняя часть) и химо (длинные и короткие ленты, удерживающие хакама от спадания). Хакама часто носят женщины на выпускных церемониях. Уровень официальности хакама зависит от ткани и расцветки.
- Хаори (яп. 羽織) — верхний жакет, добавляющий наряду официальности. Раньше хаори носили только мужчины, но с конца эпохи Мэйдзи мода позволила женщинам тоже носить их. Отличие в том, что женский хаори длиннее. У современного мужского хаори расписана только подкладка, тогда как женский хаори обычно сшит из узорчатого полотна.
- Хаори-химо (яп. 羽織紐) — тканая полоса материи, используемая для завязывания на хаори, как пояс. Самый формальный цвет — белый.
- Хиёку (яп. ひよく) — подвид нижнего кимоно, который женщины носили раньше. Сегодня используется только на официальных мероприятиях (свадьбах и т. п.)
- Кандзаси (яп. 簪) — женские булавки, заколки, гребни и шпильки, носимые в причёске вместе с кимоно; часто кандзаси выполнены в том же стиле, что и кимоно.
- Оби (яп. 帯) — пояс для кимоно, носимый женщинами и мужчинами. Мужской оби довольно прост и представляет собой узкий плотный матерчатый кушак, тогда как женский является наиболее сложной и дорогой деталью костюма. Расцветка, узоры и способы завязывания женского оби имеют сложный символизм и являются отдельной областью прикладного искусства.
- Оби-ита (Маэ-ита) (яп. 帯板) — тонкая доска, обитая материей, которую женщины носят под оби, чтобы тот сохранял форму.
- Датэдзимэ (яп. 伊達締め) — тонкий пояс, используемый для того же, что и оби-ита.
- Косихимо (яп. 腰紐) — тонкие пояски, помогающие зафиксировать кимоно на теле во время одевания.
- Таби (яп. 足袋) — низкие носки с отделённым большим пальцем, часто носятся с дзори.
- Варадзи (яп. 草鞋) — соломенные сандалии, которые носят монахи.
- Юката (яп. 浴衣) — летнее повседневное хлопчатобумажное, льняное или пеньковое кимоно без подкладки. Юката часто носят на фестивалях люди всех возрастов. Юката также можно часто увидеть на онсэн (горячих источниках).
- Дзори (яп. 草履) — матерчатые, кожаные или соломенные сандалии. Дзории могут быть как обильно декорированными, так и совсем простыми. Их носят как мужчины так и женщины. Соломенные дзори с белыми верёвочками — ханао — самые формальные мужские сандалии. Внешне дзори похожи на обыкновенные сланцы (шлёпанцы).
- Окобо (яп. おこぼ) — высокие туфли, носимые девушками на официальных церемониях, а также обычная обувь майко. С них легко упасть, поэтому нужно передвигаться мелкими шажками.

## Уход за кимоно
Традиционный способ стирки кимоно, применяющийся до сих пор в некоторых случаях — араи-хари — довольно сложен. Кимоно полностью распарывают, и заново сшивают после стирки.
Такой способ дорог и непрактичен и в определённой мере с ним связано снижение популярности кимоно.

## Сходная одежда

### Восточные единоборства
В русском языке сложилась ошибочная традиция использовать термин «кимоно» для обозначения доги — одежды для занятия восточными единоборствами. Такое «кимоно» шьётся из плотной прочной ткани, состоит из куртки и брюк свободного покроя, пояса и имеет мало общего с традиционным кимоно. В зависимости от направления боевого искусства, «спортивное кимоно» также называют термином «дзюдоги» в дзюдо или «кэйкоги» в айкидо (дословно: тренировочная куртка).

### Рукав «кимоно»
В женской одежде существует рукав «кимоно», напоминающий японскую одежду. Покрой рукава «кимоно» далёк от прямоугольного покроя японского кимоно — это цельнокроеный рукав, иногда с вытачкой.

### Баньян
Благодаря установлению торговых отношений Голландии и Японии, деятельности Голландской Ост-Индской компанией в Европу в середине XVII века впервые привезено кимоно, повлиявшее на появление в среде европейской аристократии домашнего баньяна, популярного в конце XVII—XVIII веков.